# Nyctemera eddela
Nyctemera eddela är en fjärilsart som beskrevs av Swinhoe 1904. Nyctemera eddela ingår i släktet Nyctemera och familjen björnspinnare. Inga underarter finns listade i Catalogue of Life.